# Open di Francia 2021
L'Open di Francia 2021 (conosciuto anche come Roland Garros) è stato un torneo di tennis giocato sulla terra rossa. Si è trattata della 120ª edizione dell'Open di Francia e la seconda prova del Grande Slam del 2021. Si è giocato allo Stade Roland Garros di Parigi, in Francia, dal 30 maggio al 13 giugno 2021. I detentori del titolo del singolare maschile e femminile erano rispettivamente lo spagnolo Rafael Nadal e la polacca Iga Świątek.
Inizialmente previsto dal 23 maggio al 6 giugno 2021, il 7 aprile la Federazione francese di tennis (FFT) ha comunicato lo spostamento del torneo di una settimana venendo incontro alle richieste delle istituzioni francesi nell'ottica del contenimento dell'epidemia di COVID-19. Dopo la chiusura al pubblico dell'edizione precedente venne consentito l'ingresso del pubblico nella misura di 5 388 spettatori giornalieri, alla sola sessione diurna, dal 30 maggio all'8 giugno, e 13 146 ingressi, inclusa la sessione notturna, a partire dal 9 giugno.

## Torneo

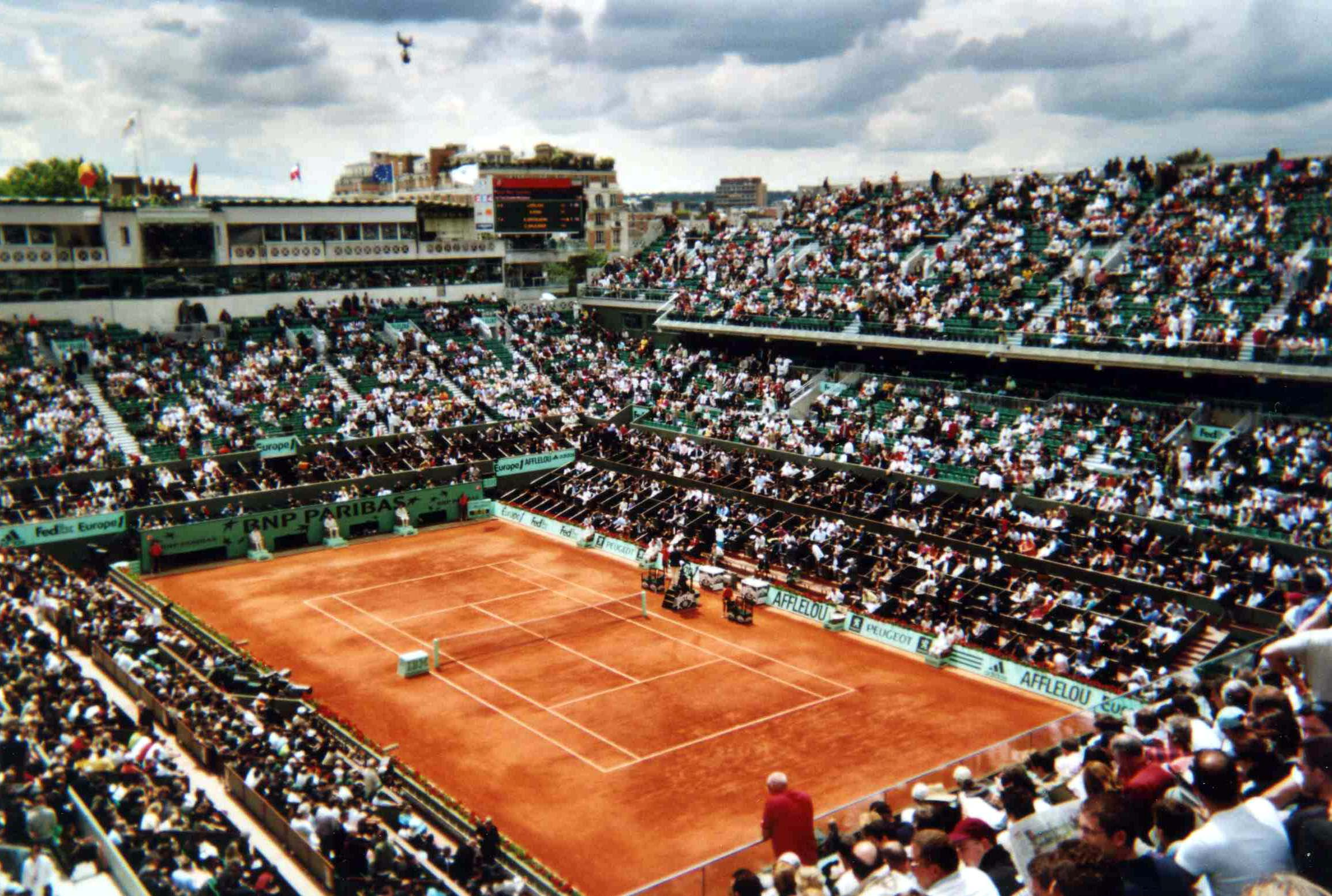
Il Philippe Chatrier dove si giocheranno le finali dell'Open di Francia

L'evento è stato organizzato dalla International Tennis Federation (ITF), e faceva parte dell'ATP Tour 2021 e del WTA Tour 2021 sotto la categoria Grande Slam. Il torneo comprendeva il singolare (maschile, femminile) e il doppio (maschile, femminile). Si disputavano anche i tornei di singolare e doppio per ragazze e ragazzi (giocatori under 18), e i tornei di singolare e doppio in carrozzina.
Il torneo si giocava su ventidue campi in terra rossa, inclusi i tre campi principali: Court Philippe Chatrier, Court Suzanne Lenglen e Court Simonne-Mathieu.

## Teste di serie nel singolare
| Legenda colori              |
| Vincitore                   |
| Finalista                   |
| Semifinalista               |
| Quarti di finale            |
| Eliminati al 1T, 2T, 3T, 4T |

### Singolare maschile
Le teste di serie maschili sono state assegnate il 26 maggio 2021, seguendo la classifica l'ATP al 24 maggio 2021.
Nella tabella sottostante ranking e punteggio precedente al 30 maggio 2021.
Ai fini della classifica ATP di ogni singolo partecipante, fu stabilito che un 50% dei punti massimi conquistati relativi al torneo del 2020 venisse conteggiato se superiore al punteggio conseguito nel torneo del 2021, in sostituzione di quest'ultimo.
| Tds | Rank | Giocatore             | Punteggio precedente | Punti da difendere 2019 | Punti da difendere 2020 | Punti conquistati | Punti protetti 2020 | Nuovo punteggio | Situazione                                      |
| --- | ---- | --------------------- | -------------------- | ----------------------- | ----------------------- | ----------------- | ------------------- | --------------- | ----------------------------------------------- |
| 1   | 1    | Novak Đoković         | 11.313               | 720                     | 1200                    | 2.000             | 600                 | 12.113          | Vittoria in finale contro Stefanos Tsitsipas    |
| 2   | 2    | Daniil Medvedev       | 9.793                | 10                      | 10                      | 360               | 5                   | 10.143          | Eliminato ai QF da Stefanos Tsitsipas           |
| 3   | 3    | Rafael Nadal          | 9.630                | 2000                    | 2000                    | 720               | 1000                | 8.630           | Eliminato in SF da Novak Đoković                |
| 4   | 4    | Dominic Thiem         | 8.445                | 1200                    | 360                     | 10                | 180                 | 7.425           | Eliminato al 1°T da Pablo Andújar               |
| 5   | 5    | Stefanos Tsitsipas    | 7.500                | 180                     | 720                     | 1.200             | 360                 | 7.980           | Sconfitto in finale da Novak Đoković            |
| 6   | 6    | Alexander Zverev      | 6.990                | 360                     | 180                     | 720               | 90                  | 7.350           | Eliminato in SF da Stefanos Tsitsipas           |
| 7   | 7    | Andrej Rublëv         | 6.090                | 0                       | 360                     | 10                | 180                 | 5.910           | Eliminato al 1°T da Jan-Lennard Struff          |
| 8   | 8    | Roger Federer         | 5.605                | 720                     | 0                       | 180               | 0                   | 5.065           | Ritirato al 4°T                                 |
| 9   | 9    | Matteo Berrettini     | 3.958                | 45                      | 90                      | 360               | 45                  | 4.103           | Eliminato ai QF da Novak Đoković                |
| 10  | 10   | Diego Schwartzman     | 3.465                | 45                      | 720                     | 360               | 360                 | 3.105           | Eliminato ai QF da Rafael Nadal                 |
| 11  | 11   | Roberto Bautista Agut | 3.215                | 90                      | 90                      | 45                | 45                  | 3.170           | Eliminato al 2°T da Henri Laaksonen             |
| 12  | 12   | Pablo Carreño Busta   | 3.085                | 90                      | 360                     | 180               | 180                 | 2.905           | Eliminato al 4°T da Stefanos Tsitsipas          |
| 13  | 13   | David Goffin          | 2.875                | 90                      | 10                      | 10                | 5                   | 2.830           | Eliminato al 1°T da Lorenzo Musetti             |
| 14  | 15   | Gaël Monfils          | 2.713                | 180                     | 10                      | 45                | 5                   | 2.568           | Eliminato al 2°T da Mikael Ymer                 |
| 15  | 16   | Casper Ruud           | 2.690                | 90                      | 90                      | 90                | 45                  | 2.690           | Eliminato al 3°T da Alejandro Davidovich Fokina |
| 16  | 17   | Grigor Dimitrov       | 2.521                | 90                      | 180                     | 10                | 90                  | 2.431           | Eliminato al 1°T da Marcos Giron                |
| 17  | 18   | Milos Raonic          | 2.518                | 0                       | 0                       | 0                 | 0                   | 2.473           | Ritirato per infortunio                         |
| 18  | 19   | Jannik Sinner         | 2.500                | 0                       | 360                     | 180               | 180                 | 2.320           | Eliminato al 4°T da Rafael Nadal                |
| 19  | 20   | Hubert Hurkacz        | 2.498                | 10                      | 10                      | 10                | 5                   | 2.533           | Eliminato al 1°T da Botic van de Zandschulp     |
| 20  | 21   | Félix Auger-Aliassime | 2.423                | 0                       | 10                      | 10                | 5                   | 2.423           | Eliminato al 1°T da Andreas Seppi               |
| 21  | 22   | Alex de Minaur        | 2.350                | 45                      | 10                      | 45                | 5                   | 2.350           | Eliminato al 2°T da Marco Cecchinato            |
| 22  | 23   | Cristian Garín        | 2.350                | 45                      | 90                      | 180               | 45                  | 2.440           | Eliminato al 4°T da Daniil Medvedev             |
| 23  | 25   | Karen Chačanov        | 2.280                | 360                     | 180                     | 45                | 90                  | 2.010           | Eliminato al 2°T da Kei Nishikori               |
| 24  | 26   | Aslan Karacev         | 2.245                | 0                       | 16                      | 45                | 8                   | 2.274           | Eliminato al 2°T da Philipp Kohlschreiber       |
| 25  | 27   | Daniel Evans          | 2.195                | 10                      | 10                      | 10                | 5                   | 2.106           | Eliminato al 1°T da Miomir Kecmanović           |
| 26  | 28   | Lorenzo Sonego        | 2.132                | 10                      | 180                     | 10                | 90                  | 2.042           | Eliminato al 1°T da Lloyd Harris                |
| 27  | 29   | Fabio Fognini         | 1.933                | 180                     | 10                      | 90                | 5                   | 1.843           | Eliminato al 3°T da Federico Delbonis           |
| 28  | 31   | Nikoloz Basilašvili   | 1.785                | 10                      | 10                      | 45                | 5                   | 1.820           | Eliminato al 2°T da Carlos Alcaraz              |
| 29  | 32   | Ugo Humbert           | 1.780                | 10                      | 10                      | 10                | 5                   | 1.815           | Eliminato al 1°T da Ričardas Berankis           |
| 30  | 33   | Taylor Fritz          | 1.760                | 45                      | 90                      | 45                | 45                  | 1.715           | Eliminato al 2°T da Dominik Koepfer             |
| 31  | 34   | John Isner            | 1.730                | 0                       | 45                      | 90                | 23                  | 1.775           | Eliminato al 3°T da Stefanos Tsitsipas          |
| 32  | 35   | Reilly Opelka         | 1.726                | 10                      | 10                      | 90                | 5                   | 1.806           | Eliminato al 3°T da Daniil Medvedev             |

#### Teste di serie ritirate
I seguenti giocatori sarebbero entrati in tabellone come teste di serie ma si sono ritirati prima del sorteggio.
| Rank | Giocatore        | Punteggio precedente | Punti da difendere 2019 | Punti da difendere 2020 | Punti protetti 2020 | Nuovo punteggio | Motivo ritiro          |
| ---- | ---------------- | -------------------- | ----------------------- | ----------------------- | ------------------- | --------------- | ---------------------- |
| 14   | Denis Shapovalov | 2.780                | 10                      | 45                      | 23                  | 2.780           | Infortunio alla spalla |
| 24   | Stan Wawrinka    | 2.281                | 360                     | 90                      | 45                  | 1.966           | Infortunio al piede    |
| 30   | Borna Ćorić      | 1.870                | 90                      | 10                      | 5                   | 1.758           | Infortunio alla spalla |

### Singolare femminile
Le teste di serie femminili saranno assegnate il 26 maggio 2021, seguendo la classifica WTA al 24 maggio 2021.
Nella tabella sottostante ranking e punteggio precedente al 31 maggio 2021.
| Tds | Rank | Giocatrice               | Punteggio precedente | Punti da difendere (2019) | Punti da difendere (2020) | Punti conquistati | Nuovo punteggio | Situazione                                              |
| --- | ---- | ------------------------ | -------------------- | ------------------------- | ------------------------- | ----------------- | --------------- | ------------------------------------------------------- |
| 1   | 1    | Ashleigh Barty           | 10.175               | 2.000                     | 0                         | 70                | 8.245           | Ritirata al 2ºT contro Magda Linette                    |
| 2   | 2    | Naomi Ōsaka              | 7.461                | 130                       | 0                         | 70                | 7.401           | Ritirata al 2ºT                                         |
| 3   | 4    | Aryna Sabalenka          | 6.195                | 70                        | 130                       | 130               | 6.195           | Eliminata al 3ºT da Anastasija Pavljučenkova            |
| 4   | 5    | Sofia Kenin              | 5.865                | 240                       | 1.300                     | 240               | 5.865           | Eliminata al 4ºT da Maria Sakkarī                       |
| 5   | 6    | Elina Svitolina          | 5.835                | 130                       | 430                       | 130               | 5.835           | Eliminata al 3ºT da Barbora Krejčíková                  |
| 6   | 7    | Bianca Andreescu         | 5.325                | 70                        | 0                         | 10                | 5.625           | Eliminata al 1ºT da Tamara Zidanšek                     |
| 7   | 8    | Serena Williams          | 4.821                | 130                       | 70                        | 240               | 4.931           | Eliminata al 4ºT da Elena Rybakina                      |
| 8   | 9    | Iga Świątek              | 4.435                | 240                       | 2.000                     | 430               | 4.435           | Eliminata ai QF da Maria Sakkarī                        |
| 9   | 10   | Karolína Plíšková        | 4.345                | 130                       | 70                        | 70                | 4.285           | Eliminata al 2ºT da Sloane Stephens                     |
| 10  | 11   | Belinda Bencic           | 4.140                | 130                       | 0                         | 70                | 4.080           | Eliminata al 2ºT da Dar'ja Kasatkina                    |
| 11  | 12   | Petra Kvitová            | 4.115                | 0                         | 780                       | 70                | 4.115           | Ritirata al 2ºT per infortunio                          |
| 12  | 13   | Garbiñe Muguruza         | 4.110                | 240                       | 130                       | 10                | 4.000           | Eliminata al 1ºT da Marta Kostjuk                       |
| 13  | 14   | Jennifer Brady           | 3.830                | 70                        | 10                        | 130               | 3.840           | Ritirata al 3ºT contro Cori Gauff                       |
| 14  | 15   | Elise Mertens            | 3.685                | 130                       | 130                       | 130               | 3.685           | Eliminata al 3ºT da Maria Sakkarī                       |
| 15  | 16   | Viktoryja Azaranka       | 3.526                | 70                        | 70                        | 240               | 3.696           | Eliminata al 4ºT da Anastasija Pavljučenkova            |
| 16  | 17   | Kiki Bertens             | 3.220                | 70                        | 240                       | 10                | 3.110           | Eliminata al 1ºT da Polona Hercog                       |
| 17  | 18   | Maria Sakkarī            | 2.830                | 70                        | 130                       | 780               | 3.480           | Eliminata alle SF da Barbora Krejčíková                 |
| 18  | 19   | Karolína Muchová         | 2.816                | 70                        | 10                        | 130               | 2.876           | Eliminata al 3ºT da Sloane Stephens                     |
| 19  | 20   | Johanna Konta            | 2.756                | 780                       | 10                        | 10                | 1.986           | Eliminata al 1ºT da Sorana Cîrstea                      |
| 20  | 21   | Markéta Vondroušová      | 2.746                | 1.300                     | 10                        | 240               | 1.688           | Eliminata al 4ºT da Paula Badosa Gibert                 |
| 21  | 22   | Elena Rybakina           | 2.683                | 40                        | 70                        | 430               | 3.043           | Eliminata ai QF da Anastasija Pavljučenkova             |
| 22  | 23   | Petra Martić             | 2.660                | 430                       | 130                       | 10                | 2.360           | Eliminata al 1ºT da Camila Giorgi                       |
| 23  | 24   | Madison Keys             | 2.606                | 430                       | 10                        | 130               | 2.306           | Eliminata al 3ºT da Viktoryja Azaranka                  |
| 24  | 25   | Cori Gauff               | 2.420                | 20                        | 70                        | 430               | 2.780           | Eliminata ai QF da Barbora Krejčíková                   |
| 25  | 26   | Ons Jabeur               | 2.415                | 10                        | 140                       | 240               | 2.415           | Eliminata al 4ºT da Cori Gauff                          |
| 26  | 27   | Angelique Kerber         | 2.320                | 10                        | 10                        | 10                | 2.320           | Eliminata al 1ºT da Anhelina Kalinina                   |
| 27  | 28   | Alison Riske             | 2.222                | 10+70                     | 10                        | 0                 | 2.152           | Ritirata per infortunio                                 |
| 28  | 29   | Jessica Pegula           | 2.219                | 10                        | 10                        | 130               | 2.339           | Eliminata al 3ºT da Sofia Kenin                         |
| 29  | 30   | Veronika Kudermetova     | 2.160                | 130                       | 70                        | 70                | 2.030           | Eliminata al 2ºT da Kateřina Siniaková                  |
| 30  | 31   | Anett Kontaveit          | 2.145                | 10                        | 10                        | 130               | 2.265           | Eliminata al 3ºT da Iga Świątek                         |
| 31  | 32   | Anastasija Pavljučenkova | 2.070                | 10                        | 70                        | 1.300             | 3.300           | Sconfitta in finale da Barbora Krejčíková               |
| 32  | 34   | Ekaterina Aleksandrova   | 1.940                | 130                       | 130                       | 70                | 1.940           | Eliminata al 2ºT da Barbora Krejčíková                  |
| 33  | 35   | Paula Badosa Gibert      | 1.870                | (18)†                     | 240                       | 430               | 2.060           | Eliminata ai QF da Tamara Zidanšek                      |
| N/A | 33   | Barbora Krejčíková       | 1.973                | 2                         | 240                       | 2.000             | 3.733           | Vittoria in finale contro Anastasija Pavljučenkova (31) |

† La giocatrice non si è qualificata per l'edizione 2019 del torneo. Di conseguenza, vengono dedotti i punti del suo 18º miglior piazzamento stagionale.

#### Teste di serie ritirate
Le seguenti giocatrici sarebbero entrate in tabellone come teste di serie ma si sono ritirate prima del sorteggio.
| Rank | Giocatore    | Punteggio precedente | Punti da difendere (2019) | Punti da difendere (2020) | Nuovo punteggio | Motivo ritiro                    |
| ---- | ------------ | -------------------- | ------------------------- | ------------------------- | --------------- | -------------------------------- |
| 3    | Simona Halep | 6.520                | 430                       | 240                       | 6.330           | Infortunio al polpaccio sinistro |

## Teste di serie nel doppio
| Legenda colori          |
| Vincitori               |
| Finalisti               |
| Semifinalisti           |
| Quarti di finale        |
| Eliminati al 1T, 2T, 3T |

### Doppio maschile
| Coppia                | Coppia                 | Rank1 | Tds         |
| --------------------- | ---------------------- | ----- | ----------- |
| Nikola Mektić         | Mate Pavić             |       | 1 (forfait) |
| Juan Sebastián Cabal  | Robert Farah           |       | 2           |
| Rajeev Ram            | Joe Salisbury          |       | 3           |
| Marcel Granollers     | Horacio Zeballos       |       | 4           |
| Ivan Dodig            | Filip Polášek          |       | 5           |
| Pierre-Hugues Herbert | Nicolas Mahut          |       | 6           |
| Jamie Murray          | Bruno Soares           |       | 7           |
| Łukasz Kubot          | Marcelo Melo           |       | 8           |
| Kevin Krawietz        | Horia Tecău            |       | 9           |
| John Peers            | Michael Venus          |       | 10          |
| Wesley Koolhof        | Jean-Julien Rojer      |       | 11          |
| Henri Kontinen        | Édouard Roger-Vasselin |       | 12          |
| Jérémy Chardy         | Fabrice Martin         |       | 13          |
| Sander Gillé          | Joran Vliegen          |       | 14          |
| Raven Klaasen         | Ben McLachlan          |       | 15          |
| Marcus Daniell        | Philipp Oswald         |       | 16          |

- 1 Ranking al 31 maggio 2021.

### Doppio femminile
| Coppia                | Coppia             | Rank1 | Tds |
| --------------------- | ------------------ | ----- | --- |
| Hsieh Su-wei          | Elise Mertens      |       | 1   |
| Barbora Krejčíková    | Kateřina Siniaková |       | 2   |
| Nicole Melichar       | Demi Schuurs       |       | 3   |
| Shūko Aoyama          | Ena Shibahara      |       | 4   |
| Alexa Guarachi        | Desirae Krawczyk   |       | 5   |
| Chan Hao-ching        | Latisha Chan       |       | 6   |
| Tímea Babos           | Vera Zvonarëva     |       | 7   |
| Xu Yifan              | Zhang Shuai        |       | 8   |
| Sharon Fichman        | Giuliana Olmos     |       | 9   |
| Lucie Hradecká        | Laura Siegemund    |       | 10  |
| Darija Jurak          | Andreja Klepač     |       | 11  |
| Monica Niculescu      | Jeļena Ostapenko   |       | 12  |
| Ellen Perez           | Zheng Saisai       |       | 13  |
| Bethanie Mattek-Sands | Iga Świątek        |       | 14  |
| Ashleigh Barty        | Jennifer Brady     |       | 15  |
| Nadežda Kičenok       | Ioana Raluca Olaru |       | 16  |

- 1 Ranking al 31 maggio 2021.

## Wildcard
Ai seguenti giocatori è stata assegnata una wildcard per accedere al tabellone principale.

### Singolare maschile
- Grégoire Barrère
- Benjamin Bonzi
- Mathias Bourgue
- Arthur Cazaux
- Enzo Couacaud
- Hugo Gaston
- Christopher O'Connell
- Arthur Rinderknech

### Singolare femminile
- Océane Babel
- Clara Burel
- Océane Dodin
- Elsa Jacquemot
- Chloé Paquet
- Diane Parry
- Astra Sharma
- Harmony Tan

### Doppio maschile
- Dan Added /  Jo-Wilfried Tsonga
- Grégoire Barrère /  Albano Olivetti
- Benjamin Bonzi /  Antoine Hoang
- Mathias Bourgue /  Lucas Pouille
- Arthur Cazaux /  Hugo Gaston
- Sadio Doumbia /  Fabien Reboul
- Quentin Halys /  Adrian Mannarino

### Doppio femminile
- Clara Burel /  Chloé Paquet
- Estelle Cascino /  Jessika Ponchet
- Salma Djoubri /  Océane Dodin
- Aubane Droguet /  Séléna Janicijevic
- Amandine Hesse /  Harmony Tan
- Elsa Jacquemot /  Elixane Lechemia
- Diane Parry /  Margot Yerolymos

### Doppio misto
- Alizé Cornet /  Édouard Roger-Vasselin
- Caroline Garcia /  Nicolas Mahut

## Qualificazioni

### Singolare maschile
1. Botic van de Zandschulp
2. Daniel Elahi Galán
3. Mario Vilella Martínez
4. Maximilian Marterer
5. Tarō Daniel
6. Carlos Taberner
7. Carlos Alcaraz
8. Alessandro Giannessi
9. Mackenzie McDonald
10. Jenson Brooksby
11. Denis Istomin
12. Oscar Otte
13. Bjorn Fratangelo
14. Bernabé Zapata Miralles
15. Roman Safiullin
16. Henri Laaksonen

### Singolare femminile
1. Anna Karolína Schmiedlová
2. Hailey Baptiste
3. Aleksandra Krunić
4. Ana Konjuh
5. Ekaterine Gorgodze
6. Liang En-shuo
7. Varvara Lepchenko
8. Lara Arruabarrena
9. Wang Xiyu
10. Storm Sanders
11. María Camila Osorio Serrano
12. Greet Minnen
13. Anhelina Kalinina
14. Irina Maria Bara
15. Katarina Zavac'ka
16. Stefanie Vögele

#### Lucky loser
1. Elisabetta Cocciaretto
2. Vol'ha Havarcova

## Ritiri
I seguenti giocatori sono stati ammessi di diritto nel tabellone principale, ma si sono ritirati a causa di infortuni o altri motivi.
Prima del torneo
Singolare maschile
- Attila Balázs → sostituito da  João Sousa
- Borna Ćorić → sostituito da  Andrej Martin
- Kyle Edmund → sostituito da  Roberto Carballés Baena
- Nick Kyrgios → sostituito da  Facundo Bagnis
- Vasek Pospisil → sostituito da  Kevin Anderson
- Milos Raonic → sostituito da  Francisco Cerúndolo
- Denis Shapovalov → sostituito da  Yasutaka Uchiyama
- Stan Wawrinka → sostituito da  Kamil Majchrzak

Singolare femminile
- Kirsten Flipkens → sostituita da  Mihaela Buzărnescu
- Simona Halep → sostituita da  Jasmine Paolini
- Alison Riske → sostituita da  Vol'ha Havarcova
- Samantha Stosur → sostituita da  Ana Bogdan
- Barbora Strýcová → sostituita da  Clara Tauson
- Jil Teichmann → sostituita da  Elisabetta Cocciaretto
- Dajana Jastrems'ka → sostituita da  Kateryna Kozlova

Durante il torneo
Singolare maschile
- Grigor Dimitrov
- Henri Laaksonen
- Roger Federer

Singolare femminile
- Ashleigh Barty
- Jennifer Brady
- Petra Kvitová
- Naomi Ōsaka

## Tennisti partecipanti ai singolari
- Singolare maschile

| Campione              | Campione                | Finalista                   | Finalista              |
| --------------------- | ----------------------- | --------------------------- | ---------------------- |
| Novak Đoković         | Novak Đoković           | Stefanos Tsitsipas          | Stefanos Tsitsipas     |
| Semifinalisti         |                         |                             |                        |
| Rafael Nadal          | Rafael Nadal            | Alexander Zverev            | Alexander Zverev       |
| Eliminati ai quarti   |                         |                             |                        |
| Matteo Berrettini     | Diego Schwartzman       | Alejandro Davidovich Fokina | Daniil Medvedev        |
| Eliminati al 4º turno |                         |                             |                        |
| Lorenzo Musetti       | Roger Federer           | Jannik Sinner               | Jan-Lennard Struff     |
| Kei Nishikori         | Federico Delbonis       | Pablo Carreño Busta         | Cristian Garín         |
| Eliminati al 3º turno |                         |                             |                        |
| Ričardas Berankis     | Marco Cecchinato        | Kwon Soon-woo               | Dominik Koepfer        |
| Cameron Norrie        | Mikael Ymer             | Philipp Kohlschreiber       | Carlos Alcaraz         |
| Laslo Đere            | Henri Laaksonen         | Casper Ruud                 | Fabio Fognini          |
| John Isner            | Steve Johnson           | Marcos Giron                | Reilly Opelka          |
| Eliminati al 2º turno |                         |                             |                        |
| Pablo Cuevas          | James Duckworth         | Alex de Minaur              | Yoshihito Nishioka     |
| Federico Coria        | Andreas Seppi           | Taylor Fritz                | Marin Čilić            |
| Richard Gasquet       | Lloyd Harris            | Gianluca Mager              | Gaël Monfils           |
| Aljaž Bedene          | Aslan Karacev           | Nikoloz Basilašvili         | Facundo Bagnis         |
| Roman Safiullin       | Miomir Kecmanović       | Karen Chačanov              | Roberto Bautista Agut  |
| Kamil Majchrzak       | Botic van de Zandschulp | Márton Fucsovics            | Pablo Andújar          |
| Pedro Martínez        | Filip Krajinović        | Thiago Monteiro             | Enzo Couacaud          |
| Guido Pella           | Mackenzie McDonald      | Jaume Munar                 | Tommy Paul             |
| Eliminati al 1º turno |                         |                             |                        |
| Tennys Sandgren       | Lucas Pouille           | Salvatore Caruso            | Ugo Humbert            |
| Stefano Travaglia     | Yasutaka Uchiyama       | Jo-Wilfried Tsonga          | David Goffin           |
| Tarō Daniel           | Feliciano López         | Kevin Anderson              | Félix Auger-Aliassime  |
| João Sousa            | Mathias Bourgue         | Arthur Rinderknech          | Denis Istomin          |
| Alexei Popyrin        | Hugo Gaston             | Bjorn Fratangelo            | Lorenzo Sonego         |
| Pierre-Hugues Herbert | Peter Gojowczyk         | Roberto Carballés Baena     | Albert Ramos Viñolas   |
| Lu Yen-hsun           | Adrian Mannarino        | Fernando Verdasco           | Jenson Brooksby        |
| Dušan Lajović         | Bernabé Zapata Miralles | Benjamin Bonzi              | Andrej Rublëv          |
| Oscar Otte            | Carlos Taberner         | Corentin Moutet             | Daniel Evans           |
| Jiří Veselý           | Alessandro Giannessi    | Yannick Hanfmann            | Mario Vilella Martínez |
| Benoît Paire          | Arthur Cazaux           | Michail Kukuškin            | Hubert Hurkacz         |
| Grégoire Barrère      | Gilles Simon            | Radu Albot                  | Dominic Thiem          |
| Jérémy Chardy         | Sebastian Korda         | Maximilian Marterer         | Sam Querrey            |
| Francisco Cerúndolo   | Frances Tiafoe          | Jahor Herasimaŭ             | Norbert Gombos         |
| Grigor Dimitrov       | Daniel Elahi Galán      | Emil Ruusuvuori             | Juan Ignacio Londero   |
| Andrej Martin         | Jordan Thompson         | Christopher O'Connell       | Aleksandr Bublik       |

- Singolare femminile

| Campionessa           | Campionessa                 | Finalista                | Finalista                 |
| --------------------- | --------------------------- | ------------------------ | ------------------------- |
| Barbora Krejčíková    | Barbora Krejčíková          | Anastasija Pavljučenkova | Anastasija Pavljučenkova  |
| Semifinaliste         |                             |                          |                           |
| Maria Sakkarī         | Maria Sakkarī               | Tamara Zidanšek          | Tamara Zidanšek           |
| Eliminate ai quarti   |                             |                          |                           |
| Cori Gauff            | Iga Świątek                 | Elena Rybakina           | Paula Badosa              |
| Eliminate al 4º turno |                             |                          |                           |
| Ons Jabeur            | Sloane Stephens             | Sofia Kenin              | non conosciuta (bandiera) |
| Serena Williams       | Viktoryja Azaranka          | Sorana Cîrstea           | Markéta Vondroušová       |
| Eliminate al 3º turno |                             |                          |                           |
| Magda Linette         | Jennifer Brady              | Karolína Muchová         | Elina Svitolina           |
| Jessica Pegula        | Elise Mertens               | Varvara Gračëva          | Anett Kontaveit           |
| Danielle Collins      | Elena Vesnina               | Madison Keys             | Aryna Sabalenka           |
| Kateřina Siniaková    | Dar'ja Kasatkina            | Polona Hercog            | Ana Bogdan                |
| Eliminate al 2º turno |                             |                          |                           |
| Ashleigh Barty        | Astra Sharma                | Qiang Wang               | Fiona Ferro               |
| Karolína Plíšková     | Varvara Lepchenko           | Ekaterina Aleksandrova   | Ann Li                    |
| Hailey Baptiste       | Tereza Martincová           | Jasmine Paolini          | Zarina Dijas              |
| Zheng Saisai          | Camila Giorgi               | Kristina Mladenovic      | Rebecca Peterson          |
| Mihaela Buzărnescu    | Anhelina Kalinina           | Nao Hibino               | Petra Kvitová             |
| Clara Tauson          | Leylah Annie Fernandez      | Ajla Tomljanović         | Aljaksandra Sasnovič      |
| Madison Brengle       | Veronika Kudermetova        | Martina Trevisan         | Belinda Bencic            |
| Caroline Garcia       | Harmony Tan                 | Danka Kovinić            | Naomi Ōsaka               |
| Eliminate al 1º turno |                             |                          |                           |
| Bernarda Pera         | Chloé Paquet                | Irina Maria Bara         | Julija Putinceva          |
| Aleksandra Krunić     | Hsieh Su-wei                | Liang En-shuo            | Anastasija Sevastova      |
| Donna Vekić           | Carla Suárez Navarro        | Shuai Zhang              | Andrea Petković           |
| Venus Williams        | Kristýna Plíšková           | Margarita Gasparjan      | Océane Babel              |
| Jeļena Ostapenko      | Anna Blinkova               | Ivana Jorović            | Zhu Lin                   |
| Katarina Zavac'ka     | Stefanie Vögele             | Heather Watson           | Storm Sanders             |
| Garbiñe Muguruza      | Sara Sorribes Tormo         | Lara Arruabarrena        | Petra Martić              |
| Viktorija Golubic     | Anna Karolína Schmiedlová   | Shelby Rogers            | Kaja Juvan                |
| Irina-Camelia Begu    | Arantxa Rus                 | Wang Xiyu                | Angelique Kerber          |
| Elsa Jacquemot        | Nina Stojanović             | Vol'ha Havarcova         | Greet Minnen              |
| Svetlana Kuznecova    | Ekaterine Gorgodze          | Anastasija Potapova      | Océane Dodin              |
| Christina McHale      | Kateryna Kozlova            | Diane Parry              | Ana Konjuh                |
| Bianca Andreescu      | María Camila Osorio Serrano | Marie Bouzková           | Amanda Anisimova          |
| Johanna Konta         | Alison Van Uytvanck         | Misaki Doi               | Nadia Podoroska           |
| Kiki Bertens          | Laura Siegemund             | Alizé Cornet             | Kaia Kanepi               |
| Lauren Davis          | Clara Burel                 | Elisabetta Cocciaretto   | Patricia Maria Țig        |

## Campioni

### Senior

#### Singolare maschile
Novak Đoković ha sconfitto in finale  Stefanos Tsitsipas con il punteggio di 6(6)–7, 2–6, 6–3, 6–2, 6–4.
- È l'ottantaquattresimo titolo in carriera per Đoković, il terzo della stagione ed il 19º Major

#### Singolare femminile
Barbora Krejčíková ha sconfitto in finale  Anastasija Pavljučenkova con il punteggio di 6–1, 2–6, 6–4.

#### Doppio maschile
Pierre-Hugues Herbert /  Nicolas Mahut hanno sconfitto in finale  Aleksandr Bublik /  Andrej Golubev con il punteggio di 4–6, 7–6(1), 6–4.

#### Doppio femminile
Barbora Krejčíková /  Kateřina Siniaková hanno sconfitto in finale  Bethanie Mattek-Sands /  Iga Świątek con il punteggio di 6–4, 6–2.

#### Doppio misto
Desirae Krawczyk /  Joe Salisbury hanno sconfitto in finale  Elena Vesnina /  Aslan Karacev con il punteggio di 2–6, 6–4, [10–5].

### Junior

#### Singolare ragazzi
Luca Van Assche ha sconfitto in finale  Arthur Fils con il punteggio di 6–4, 6–2.

#### Singolare ragazze
Linda Nosková ha sconfitto in finale  Ėrika Andreeva con il punteggio di 7–6(3), 6–3.

#### Doppio ragazzi
Arthur Fils /  Giovanni Mpetshi Perricard hanno sconfitto in finale  Martin Katz /  German Samofalov con il punteggio di 7–5, 6–2.

#### Doppio ragazze
Alex Eala /  Oksana Selekhmeteva hanno sconfitto in finale  Maria Bondarenko /  Amarissa Kiara Tóth con il punteggio di 6–0, 7–5.

### Tennisti in carrozzina

#### Singolare maschile carrozzina
Alfie Hewett ha sconfitto in finale  Shingo Kunieda con il punteggio di 6–3, 6–4.

#### Singolare femminile carrozzina
Diede de Groot ha sconfitto in finale  Yui Kamiji con il punteggio di 6–4, 6–3.

#### Quad singolare
Dylan Alcott ha sconfitto in finale  Sam Schröder con il punteggio di 6–4, 6–2.

#### Doppio maschile carrozzina
Alfie Hewett /  Gordon Reid hanno sconfitto in finale  Stéphane Houdet /  Nicolas Peifer con il punteggio di 6–3, 6–0.

#### Doppio femminile carrozzina
Diede de Groot /  Aniek van Koot hanno sconfitto in finale  Yui Kamiji /  Jordanne Whiley con il punteggio di 6–3, 6–4.

#### Quad doppio
Andy Lapthorne /  David Wagner hanno sconfitto in finale  Dylan Alcott /  Sam Schröder con il punteggio di 7–6(1), 4–6, [10–7].

## Punti e distribuzione dei premi in denaro

### Distribuzione dei punti
Di seguito le tabelle per ciascuna competizione, che mostrano i punti validi per il ranking per ogni evento.

#### Tornei uomini e donne
| Evento              | V    | F    | SF  | QF  | 4T  | 3T  | 2T | 1T   | Q    | Q3   | Q2   | Q1   |
| Singolare maschile  | 2000 | 1200 | 720 | 360 | 180 | 90  | 45 | 10   | 25   | 16   | 8    | 0    |
| Doppio maschile     | 2000 | 1200 | 720 | 360 | 180 | 90  | 0  | N.D. | N.D. | N.D. | N.D. | N.D. |
| Singolare femminile | 2000 | 1300 | 780 | 430 | 240 | 130 | 70 | 10   | 40   | 30   | 20   | 2    |
| Doppio femminile    | 2000 | 1300 | 780 | 430 | 240 | 130 | 10 | N.D. | N.D. | N.D. | N.D. | N.D. |

#### Carrozzina
| Evento         | V   | F   | SF   | QF   |
| Singolare      | 800 | 500 | 375  | 100  |
| Doppio         | 800 | 500 | 100  | N.D. |
| Quad Singolare | 800 | 500 | 100  | N.D. |
| Quad Doppio    | 800 | 100 | N.D. | N.D. |

#### Junior
| Evento            | V    | F   | SF  | QF  | 2T  | 1T   | Q    | Q3   |
| Singolare ragazzi | 1000 | 600 | 370 | 200 | 100 | 45   | 30   | 20   |
| Singolare ragazze | 1000 | 600 | 370 | 200 | 100 | 45   | 30   | 20   |
| Doppio ragazzi    | 750  | 450 | 275 | 150 | 75  | N.D. | N.D. | N.D. |
| Doppio ragazze    | 750  | 450 | 275 | 150 | 75  | N.D. | N.D. | N.D. |

### Montepremi
| Evento                  | V          | F        | SF       | QF       | 4T       | 3T       | 2T      | 1T      | Q3      | Q2      | Q1      |
| Singolare               | €1.400.000 | €750.000 | €375.050 | €255.000 | €170.000 | €113.000 | €84.000 | €60.000 | €25.600 | €16.000 | €10.000 |
| Doppio*                 | €244.295   | €144.074 | €84.749  | €49.853  | €29.325  | €17.250  | €11.500 | N.D.    | N.D.    | N.D.    | N.D.    |
| Singolare in carrozzina | €          | €        | €        | €        | N.D.     | N.D.     | N.D.    | N.D.    | N.D.    | N.D.    | N.D.    |
| Doppio in carrozzina*   | €          | €        | €        | N.D.     | N.D.     | N.D.     | N.D.    | N.D.    | N.D.    | N.D.    | N.D.    |

* per team